# ガリポリの戦い
ガリポリの戦い（ガリポリのたたかい、英語: The Gallipoli Campaign、トルコ語: Çanakkale Muharebeleri）は、第一次世界大戦中、連合軍が同盟国側のオスマン帝国の首都コンスタンティノープル占領を目指し、エーゲ海からマルマラ海への入り口にあたるダーダネルス海峡の西側のガリポリ半島（現・トルコ領ゲリボル半島）に対して行った上陸作戦。ガリポリ半島とは英語名であり、現在トルコ語でゲリボル半島と呼ばれている。また、ガリポリ（ゲリボル）の町は半島の付け根にあり、主戦場から外れている。イギリスではこの戦いをダーダネルス戦役と、トルコではチャナッカレの戦い（トルコ語: Çanakkale Savaşı）と呼ぶ。
当時国家として末期状態であったオスマン帝国軍を軽んじた連合軍は短期決戦を想定して挑んだ。しかし、のちに新生トルコ共和国の初代大統領に就任することになるオスマン帝国の名指揮官ムスタファ・ケマル・ベイの活躍をはじめ、敵の予想外の頑強な抵抗に遭った連合軍は多大な損害を出して撤退、作戦は失敗に終わった。この戦いは陸・海・空三軍の総力を結集した大規模上陸作戦としては世界初と言える。また連合国軍に参加したオーストラリアとニュージーランドにとっては初の本格的な海外遠征となった。

## 背景

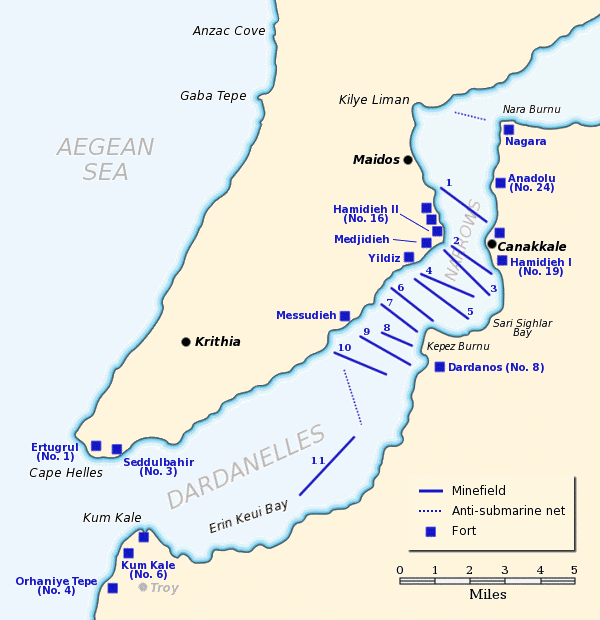
1915年2月・3月のオスマン帝国軍の海峡防御。四角は主要砲台、青線は機雷線、点線は防潜網。

1914年に始まった第一次世界大戦はフランス、ベルギー方面の西部戦線で膠着状態に陥り、局面の打開が求められていた。またこの頃、連合国側に参戦していたロシア帝国は、カフカス方面から同盟国側のオスマン帝国に進軍したがオスマン軍の猛烈な反撃に直面し、連合国に支援を求めてきた。そこで、イギリスは海軍大臣ウィンストン・チャーチルの主唱でダーダネルス海峡西側のガリポリ半島を占領し、オスマン帝国の首都コンスタンティノープルに進撃する計画が立案された。
コンスタンティノープルを占領することができれば連合軍はボスポラス海峡を通じて黒海方面でロシア軍と連絡可能になり、またブルガリア、ギリシャなどバルカン諸国が連合国側になびくことも期待できた。そこでサー・イアン・ハミルトン将軍を司令官とする地中海遠征軍の派遣が決定された。
地中海遠征軍には英自治領オーストラリアとニュージーランドからの志願兵よりなるオーストラリア・ニュージーランド軍団（ANZAC）と英第29師団、イギリス海軍師団、フランス部隊が参加した。これに対し、オスマン側はドイツ帝国から招いたオットー・リーマン・フォン・ザンデルス中将を軍事顧問とする最精鋭の6個師団よりなる第5軍団が配置されていた。また、ダーダネルス海峡全域に大量の機雷を敷設した他、海峡の両岸に多数の砲台を設置して海峡そのものを要塞化していた（左上図）。

## 戦闘の経過

### 前哨戦
1915年2月19日と25日の二度にわたり英仏大艦隊による海上からの砲撃が行なわれたが、悪天候によって上陸部隊の到着が遅れたこともあり、ダーダネルス海峡の制圧はできなかった。3月18日に艦隊は海峡突破を試みたが、オスマン帝国機雷敷設艦ヌスレットが敷設した機雷に接触して動きが取れなくなった前弩級戦艦3隻（フランスのブーヴェ、イギリスのオーシャン、イレジスティブル）が触雷や両岸の砲台からの集中攻撃を受けて撃沈され、ほかに3隻が大破した。このため連合軍は海軍力だけでダーダネルス海峡を制圧することを断念せざるを得なかった。

### 上陸作戦

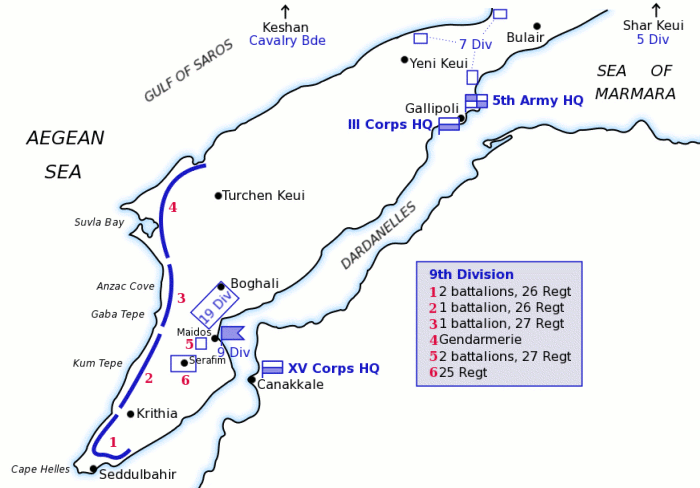

連合軍の上陸作戦は1915年4月25日に開始された。ところが上陸作戦が開始される頃には、オスマン軍は上陸予想地点に兵力を増強し、堅固な陣地を構築して待ち構えていた。英第29師団はダーダネルス海峡北側のガリポリ半島先端のヘレス岬付近5箇所に上陸したが、オスマン軍の反撃に阻まれて2箇所では撤退し、3箇所の海岸を確保するに止まった。ANZAC軍はガリポリ半島北側のエーゲ海に面した名もない入り江に上陸作戦を敢行、オスマン第19師団の猛攻撃を受けながらも橋頭堡を確保した。この入江は今日では「アンザック入江」と呼ばれている。また英海軍師団とフランス軍部隊は海峡のアジア側に陽動作戦として上陸を試みた。

### 戦線膠着

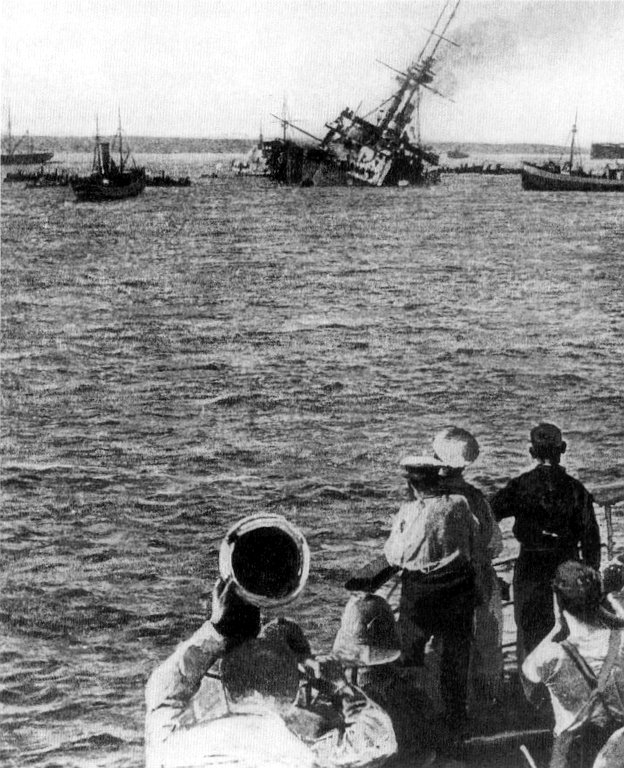
雷撃により傾く戦艦マジェスティック

5月から7月にかけて連合軍、オスマン軍ともに何度も攻勢を展開して戦局を打開しようとしたが、どちらも敵側に阻まれ戦線が大きく動く事はなかった。5月には上陸部隊を支援していたイギリス前弩級戦艦3隻が魚雷攻撃によって相次いで（中旬にオスマン帝国駆逐艦ムアーヴェネティ・ミッリイェによりゴライアスが、下旬にドイツ潜水艦 U-21 によりトライアンフ及びマジェスティックが）撃沈されたため、海軍は戦線を離脱した。
8月に入ると連合軍新鋭2個師団がアンザック入江北側のスブラ湾に上陸し、攻勢を試みたが、オスマン軍がいち早く高地を占拠したため、ここでも橋頭堡を確保する以上の進展は見られず、塹壕戦となった。アンザック入江とスブラ湾の橋頭堡を連絡させようとする連合軍の最後の8月大攻勢も失敗に終わり、オスマン領内へのさらなる進撃は望めない状態となる。

### 撤退

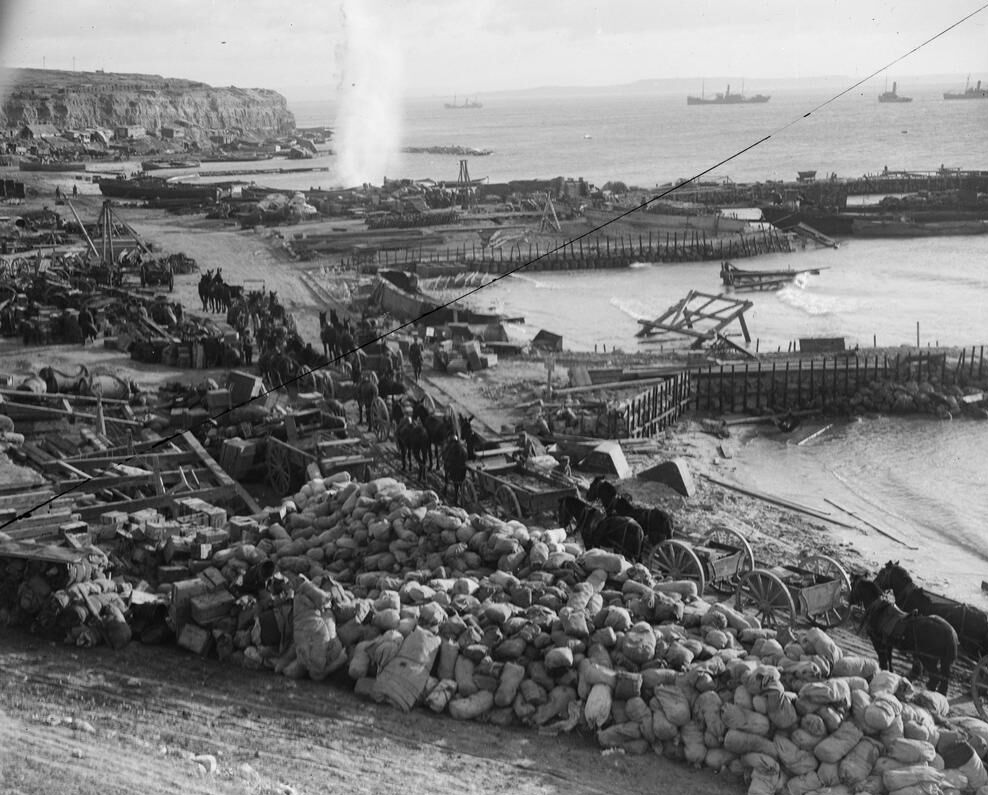
撤退直前のヘレス岬Wビーチ

10月に入るとイギリス政府はガリポリ作戦の撤退を検討し始め、撤退に反対する司令官のハミルトン将軍を解任、サー・チャールズ・モンロー将軍に交代させた。この月、これまで中立だったブルガリアが同盟国側に参戦することが明らかになったため、ドイツ軍は陸路でオスマン帝国との連絡が可能となり、連合国軍はドイツの超大型大砲でガリポリの橋頭堡が砲撃を受ける危険も出てきた。また10月5日にはギリシャ領サロニカに英軍が上陸して地中海方面で第二戦線が形成されたこともあり、モンロー将軍はついに撤退を決意した。
撤退が決定された当時、ガリポリ半島には連合軍14個師団が展開していたが、アンザック入江とスブラ湾では12月7日から順次撤退が行われ、12月20日順調に撤退を完了した。ヘレス岬は将来の攻撃のため橋頭堡を維持する計画であったが、12月27日にはヘレス岬からの撤退も決定され、1916年1月9日には最後の英軍部隊がヘレス岬を離れた。

## 損害
この戦いによる各国軍の戦死・戦傷は次のとおりである。
- オスマン帝国軍 : 戦死86,692人、戦傷164,617人
- イギリス軍 : 戦死21,255人、戦傷52,230人
- フランス共和国軍 : 戦死約10,000人、戦傷約17,000人
- オーストラリア軍 : 戦死8,709人、戦傷19,441人
- ニュージーランド軍 : 戦死2,701人、戦傷4,852人
- イギリス領インド帝国軍 : 戦死1,358人、戦傷3,421人
- カナダ軍 : 戦死49人、戦傷93人

これ以外に、長い塹壕戦のため約140,000人の連合軍兵士が腸チフスや赤痢で病死したと推定されている。

## 影響
ガリポリ作戦はオスマン軍主力を対ロシア作戦から本土防衛に振り向ける効果があった。しかし連合国指導部の無能や計画の杜撰さによる弾薬不足や装備の悪さが敗北の原因となったと批判を浴び、ハーバート・アスキス首相が辞任して、ロイド・ジョージが新首相に就任した。ウィンストン・チャーチルはこの作戦の立案者であったため失脚した。
オーストラリアとニュージーランドはボーア戦争に義勇兵を送ったことはあるが、本格的な戦争としては初めての参戦であった。戦いの経過は従軍記者によって詳細に報道された。オーストラリア・ニュージーランド軍団のガリポリ上陸記念日である4月25日はオーストラリアでもニュージーランドでもアンザック・デーとして現在でも国民の祝日となっている。
オスマン帝国は長年「ヨーロッパの病人」と呼ばれてきたように19世紀以来列強に連敗を重ねてきたが、この戦いでは奮戦して英連邦軍とフランス軍を撃退したことは諸外国に驚きを与え、トルコ人には熱狂をもって受け取られた。中でもオスマン軍のムスタファ・ケマル大佐は、ドイツから派遣された、半島戦の総指揮官であったリマン・フォン・ザンデルス将軍により抜擢され、19師団長より対ANZAC戦線での司令官となり、数々の戦闘の要所で上陸軍を撃退し、その功績により准将に昇進してパシャの称号を贈られた。ケマルは戦闘のストレスや睡眠不足を、軍医からの薬と元来の悪癖であった多量飲酒で紛らわしていたため、遂には入院を余儀なくされ、戦闘の後半にイスタンブールに召還されたが、一躍救国の英雄として新聞などで広く紹介されたことが後の活躍の素地となった。戦後、ケマルは祖国解放戦争の指導者となり、国土を占拠したギリシャ軍を撃退し、連合国側の干渉をも撥ね退け、更に帝政を廃止してトルコ共和国を建国した。
ガリポリの戦いは近代戦史上で初の大規模な上陸戦として、各国の軍事研究に大きな影響を与えた。専用の上陸用舟艇の開発などが進められるきっかけとなった。
イギリスの物理学者ヘンリー・モーズリーは1913年に発見したモーズリーの法則により、将来のノーベル賞受賞は確実とされていたが、通信担当技術士官として従軍中に狙撃されて戦死した。

## 戦後

### 海中博物館
2021年、トルコはマジェスティックなど14隻が沈みダイビングスポットとなっている海域を海中博物館に設定した。

## 関連作品

### 絵画
- 連作『ガリポリ』（原題: The Gallipoli series） - シドニー・ノーラン、1955年 - 1978年製作。

### 映画
- 『誓い』（原題: Gallipoli） - オーストラリア映画。ピーター・ウィアー監督、メル・ギブソン主演、1981年製作。
- 『砂漠の勇者』（原題: The Lighthorsemen） - オーストラリア軽騎兵（英語版）を題材としたオーストラリア映画。サイモン・ウィンサー監督、ジョン・ブレイク主演、1987年製作。
- 『アンザックス Part 1 ガリポリ攻撃作戦』（原題: ANZACS; The war down under）』 - オーストラリア映画。ビノー・アメンタ、ジョン・ディクソン、ジョージ・ミラー監督、1984年製作。
- Gelibolu（英題: Gallipoli） - トルコ映画。トルガ・エルネク監督、2005年製作。
- 『シー・バトル 戦艦クイーン・エリザベスを追え!!』（原題: Çanakkale 1915） - トルコ映画。イェスィム・セズギン監督、2012年製作。
- 『バトル・オブ・オーシャン』（原題: Çanakkale Yolun Sonu） - トルコ映画。ケマル・ウズン監督、トルコ政府制作。2013年製作。
- 『ディバイナー 戦禍に光を求めて』（原題: The Water Diviner） - オーストラリア・アメリカ合衆国映画、ラッセル・クロウ監督・主演、2014年製作。